# Eisernes Haus (Trier)

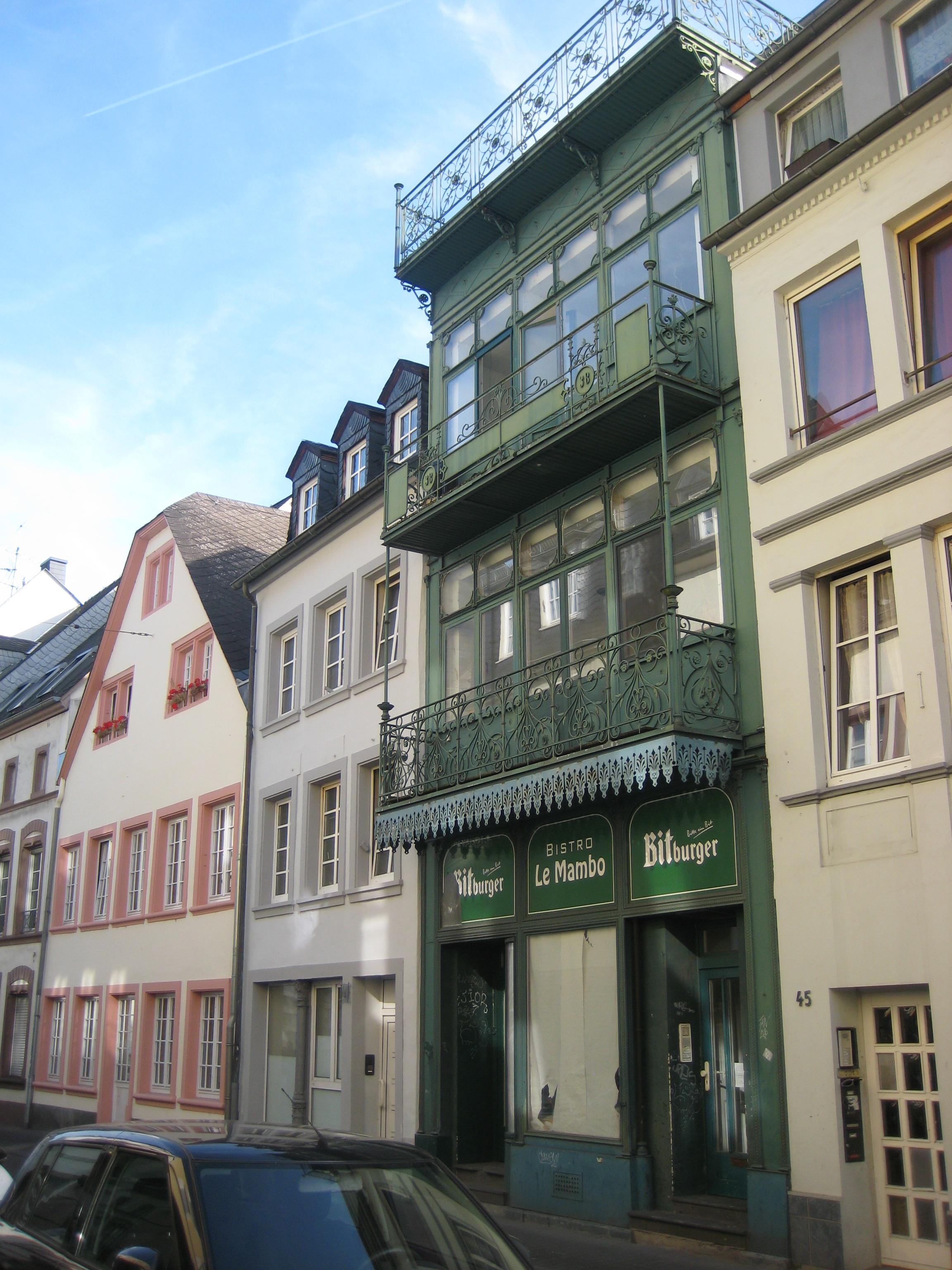
Das unter Denkmalschutz stehende Eiserne Haus Karl-Marx-Straße

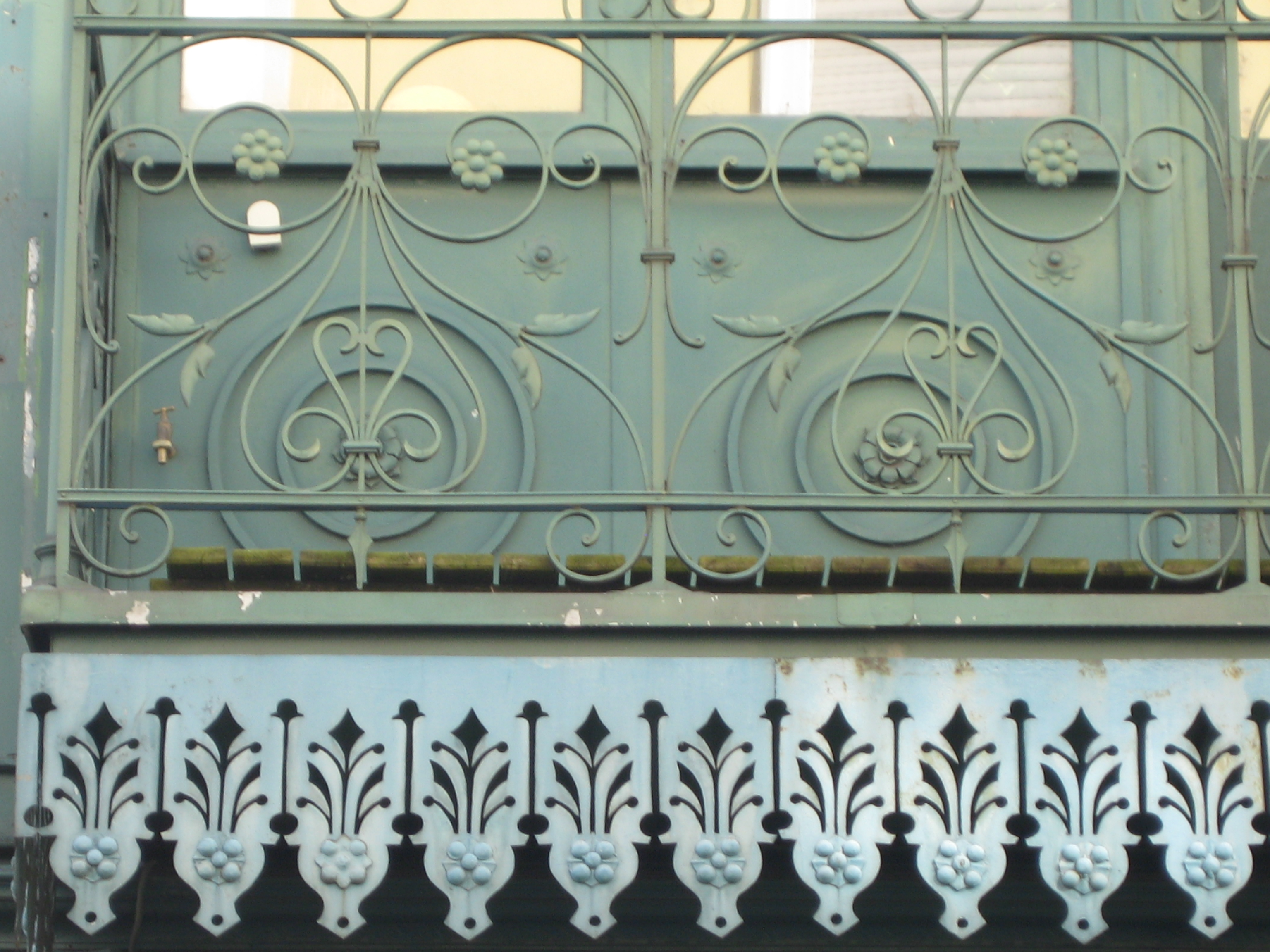
Detailansicht der Ornamente

Als Eisernes Haus wird ein Bauwerk in Trier, Karl-Marx-Straße 43, bezeichnet. Seit den 1990er-Jahren steht es unter Denkmalschutz.

## Zeitgeistlicher Hintergrund
Um 1877 wurde die Trierer Stadtmauer zusammen mit vier Stadttoren weitgehend abgerissen und die Stadt begann sich über ihre mittelalterlichen Grenzen hinaus zu erweitern. In Nord-Süd-Richtung wurden Straßenzüge im gründerzeitlichen Stil, wie Südalle und Kaiserstraße, angelegt. Auch in Trier wollte das Bürgertum mit dem Zeitgeist gehen und dies unter anderem im Baustil zum Ausdruck bringen.

## Geschichte
Der Schlosser Johannes Wehlen baute sich 1890 ein bestehendes Haus, das wie fast alle Häuser des Straßenzuges auf einem mittelalterlichen Keller als Fundament errichtet wurde, nach seinen Vorstellungen um. Er brachte eine gusseiserne Fassade aus vorgefertigten Teilen zur Straßenfront an. Typisch für die Gründerzeit sind die drei Stockwerke des Hauses und die dekorativen Elemente aus Stahl an der Fassade. Das heute als Wohn- und Geschäftshaus genutzte Gebäude ist durch drei Achsen gegliedert: Zwei hochrechteckige Schaufenster im recht hohen Ladenparterre werden von dem Eingang in der rechten Achse flankiert. Ein Blickfang ist der obere Abschluss des Hauses mit einer großen Dachterrasse, die von einem auffällig verzierten Gitter umgeben ist. Die beiden Balkone der ersten und zweiten Etage sind vermutlich erst zehn Jahre später durch den Bauunternehmer August Herresthal angebaut worden. Im hinteren Bereich des Hauses hatte Wehlen seine Werkstatt. Von ihr ist nichts mehr erhalten. An dieser Stelle steht nun ein Wohnhaus aus der Nachkriegszeit. Die Verwendung von Metall als noch neues Baumaterial ermöglichte es Wehlen, für die damalige Zeit ungewöhnlich große Glasflächen und Oberlichter einzubringen. Das Haus ist, Stand 2017, in einem recht schlechten Zustand, was vor allem auf den langen Leerstand, besonders den des Ladenlokals, zurückzuführen ist.

## Rezeption
Der Entwurf der Fassade war für seine Zeit wohl sehr gewagt, wie eine zeitgenössische Kritik zum Ausdruck bringt:

„Es ist nach einem eisernen Cassenschrank und ganz mit dem Stoff und nach dem Geschmack eines Schlossers ausgeführt. […] Sehr nützlich aber kann solcher Eisenbau für Brauer als Darre, für Feigenkaffefabrikanten oder gar als Krematorium benutzt werden“

In den 1990er Jahren wurde das Haus unter Denkmalschutz gestellt und erstmals aufwendig restauriert.

## Örtliche Legende
Hartnäckig hält sich in Trier das Gerücht, der Architekt Gustave Eiffel habe sich für das Haus verantwortlich gezeigt. Im Stil erinnert das Haus zwar an Bauten wie den 1887 von Eiffel geschaffenen gleichnamigen Turm im benachbarten Paris, Wehlen errichtete aber das Haus ohne die Hilfe des berühmten Architekten als Reminiszenz und Hommage an das Material seiner Handwerkskunst. Eine Inspiration durch Bauwerke Eiffels oder andere Metallbauten wie die Sayner Hütte sind vermutlich nicht von der Hand zu weisen.